# Synagoga Remu
Synagoga Remu(h) je synagoga v krakovské čtvrti Kazimierz, jedna ze dvou tamních synagog.
Synagoga postavená v roce 1553 je pojmenována po rabi Moše Isserlesovi, známém pod rabínským akronymem Rema (hebrejsky רמ״א‎ Rema, či v polské aškenázské výslovnosti Remu).

## Historie

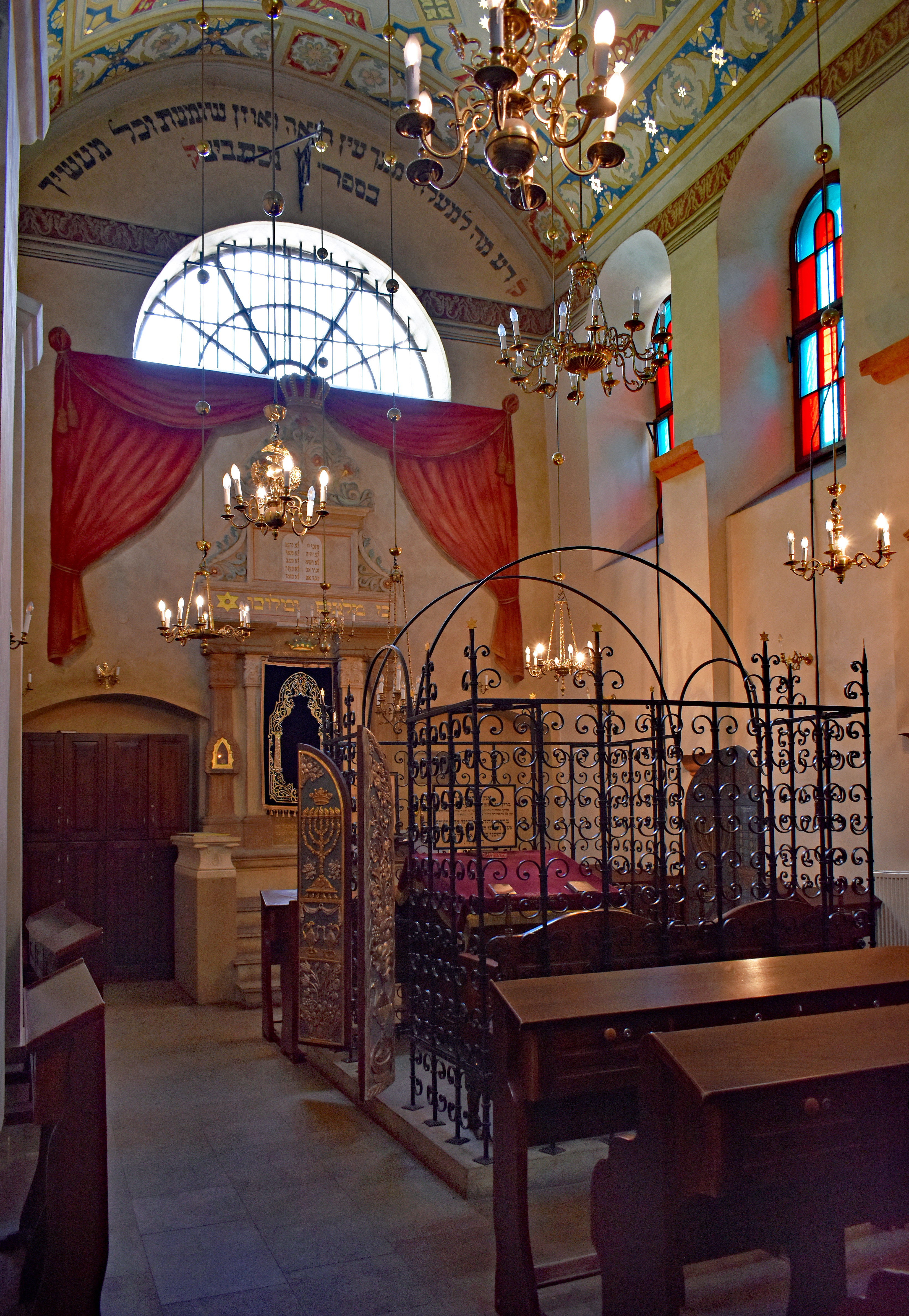
Interiér synagogy Remu

V roce 1495 bylo židovské obyvatelstvo Krakova přesídleno do čtvrti Kazimierz.
V roce 1553 na vlastním pozemku na okraji nově založeného židovského hřbitova (dnes Starý hřbitov Remu) nechal synagogu Remu postavit Jisra'el ben Josef, otec Mojžíše Isserlese. Tato budova však byla zničena při požáru v dubnu 1557. Poté na stejném místě vyrostla nová budova podle návrhu polského architekta Stanisława Baranka.
Budova byla postavena v pozdně renesančním stylu, ale v průběhu 17. a 18. století doznala řadu velkých změn. Současnou podobu získala budova při obnově v roce 1829. V roce 1933 při obnově pod vedením Hermana Gutmana došlo k některým technickým vylepšením.
Za nacistické okupace Polska byla synagoga zkonfiskována a vydrancována německým úřadem pro správu. Z interiéru byla ukradena také bima, ale samotný objekt zůstal nepoškozen a po válce byl využíván jako sklad pro hasičský sbor.
V roce 1957 byla díky úsilí místní židovské obce a představitele organizace Joint, synagoga Remu kompletně renovována a interiér zrestaurován.